# 傅衣凌
傅衣凌（1911年5月29日—1988年5月14日），原名傅家麟，笔名休休生，男，福建福州人，中国经济史学家，厦门大学教授、历史系原主任，曾任中国史学会理事，第五、六届全国政协委员。

## 生平
1934年毕业于厦门大学历史系，1935年赴日本法政大学留学，1937年夏回国。抗日战争爆发后，投身抗日救亡运动，其间连续写出《福建佃农经济史丛考》等研究著作，1947年，加入中国民主同盟。1950年，任职于厦门大学。1980年3月加入中国共产党，1988年5月14日病逝于厦门。

## 著作
《关于中国资本主义萌芽的若干问题》、《关于中国封建社会后期经济发展的若干问题》、《明清时代江南市镇经济分析》、《论明清社会与封建土地所有制》、《福建佃农经济史丛考》、《明清时代商人及商业资本》、《明代江南市民经济试探》、《明清农村社会经济》。

## 学术贡献
长期研究中国资本主义萌芽和中国封建社会长期停滞诸问题。由于其注重田野调查，又能结合日本史学和西方社会学、经济学和民族学的长处，遂成为中国社会经济史学的开创人物，对战后日本和美国的汉学研究颇有影响。他和梁方仲的治学方法影响了一批历史学者，被称为“华南学派”、“中国社会经济史学派”或“傅衣凌学派”。